# UMPK套件
UMPK套件（俄语：Унифицированный набор модулей планирования и коррекции，全称：通用规划和校正模块，缩写：УМПК，拉丁化：UMPK）是俄罗斯玄武岩设计局研发的一种用于将常规航空炸弹转化为精确制导武器的装置，为一种航空炸弹滑翔套件。该套件属于滑翔增程组件，类似与JDAM的钻石背连接套件。UMPK套件的引导系统和滑翔功能能够为普通航空炸弹提供更远程、更准确的打击能力，同时可以在防区外发射，减少战机被击落的机率。从而在战争中发挥重要作用。

## 历史
2003年，玄武岩设计局开始开发一种自由落体航空炸弹的规划和校正模块，最初的设计目的只是制造一种非常便宜的装置。它可以根据战术情况，可以直接在机场安装自由落体炸弹的一个纯粹的航空机械系统，其中没有发动机，甚至没有电气系统。
它原型首次在“Aero India-2003”展览会上展出，随后于 2009 年在英国范登堡航空展上展出，作为苏联系航空炸弹的四种现代化改进方案。
2023年1月，俄罗斯用户发布了一张FAB-500M-62的照片，该照片带有类似于 JDAM 的连接套件。UMPK 引起人们注意的是整个结构的品质非常低，照片显示的是仓促制造的。最初令人怀疑的是，在战时条件下是否有时间在所有可能的条件下彻底测试所有机制的可靠性。此外，将模块连接到炸弹主体的方法看起来并不是特别经过空气动力学优化，这可能会降低武器的性能特别是其射程并可能导致许多操作限制。但非常具有性价比优势，单位价格不超过25000美元。
2024年1月，时任俄罗斯国防部长的绍伊古访问KTRV工厂，相关视频公开了更多有关UMPK套件的生产情况。

## 性能和结构
UMPK航空炸弹滑翔套件旨在将传统的非制导炸弹转换为制导炸弹，以提供更高的打击精度。最大攻击范围取决于飞机投掷前的高度和轨迹。
它主要由以下几个关键组成部分构成：
1. 引导系统：根据2023年3月乌克兰发现的残骸显示，UMPK套件配备了精确格洛纳斯全球定位系统。引导系统能够实时跟踪目标，并根据飞行路径进行调整，从而确保炸弹在飞行过程中保持准确的航向。
2. 翼面和机体：UMPK套件的滑翔功能依赖于其特殊设计的翼面和机体结构。翼面采用空气动力学原理，以提供升力和稳定性，从而保持炸弹在飞行过程中的平衡和操控能力。套件机体通常采用轻质材料制造，以减少重量并提高机动性。

#### 性能[8]
根据乌克兰方透露的信息：
1. 在导航卫星可用的情况下，UPMK炸弹的命中精度不超过8米，一般为15米左右,但对软目标的杀伤 140 米致命半径已足够。
2. 飞行中的UPMK主要使用格洛纳斯、GPS、北斗信号。
3. UPMK采用惯性系统，精度较低。惯性系统的预设是在发射前准备过程中根据起飞点坐标进行的。
3.UPMK炸弹从10-12公里的高度投下，但不低于1公里。
4. UPMK炸弹从 10 公里高度发射的飞行距离相当于 55 公里。高度12公里时最远可以达60公里。
5. UPMK炸弹主要目标是攻击距离前线0-10公里纵深的目标，这样的射程使得乌克兰BUK防空导弹无法损坏敌机。
6.UMPK炸弹没有内置发动机，2.5米的翼展不允许以500公斤的弹药进行长距离快速飞行，因此战斗机需要加速到900-950公里/小时进行投掷。从炸弹发射到击中目标大约需要5-7分钟，配备 UMPC 的 炸弹不会散发热量，而且飞行速度太快。因此Buk-M1防空系统反应时间的特点导致很难防御。

## 变化和改进[10][11][12]
根据英国NGO冲突军备研究（Conflict Armament Research）的2023年11月的调查，在最新UMPK残骸中还发现了一些组件，表明其生产于 2023 年 7 月。新款 UMPC 拥有更复杂的电子系统和其他组件：SMART 导航控制器、彗星卫星导航模块，一对为电子系统供电的热电池，一对负责移动副翼的伺服系统，以及一个在投掷弹药时打开弹簧机翼的引爆装置。
2024年3月21日，乌克兰军事博主 Beskrestnov 在他的 Telegram 提到3月20日俄军投掷的一架配备 UMPK 套件的 FAB-500 炸弹在 10:30 左右被投下，但直到 15:00 左右才爆炸，延迟了大约 5 个小时。军事专家推测，使用了自毁器或延迟引信，这不仅增加了它们的破坏潜力，而且使拆除此类炸弹的过程变得复杂。 这种自毁机制的增加可能是俄军针对某些 UMPK 航空炸弹落入松软的土质未能引爆而采用的改进措施。

### UMPK-PD[15][16]
俄语中PD代表“增程型”（Расширенный диапазон）的缩写。2025年6月，根据乌克兰方消息，UMPK-PD在哈尔科夫方向被发现使用痕迹。推测研发至少在2024年9月。UMPK-PD的首次目视确认直到2025年3月才出现，但实际研发可能早在2023年就已开始。当时一架苏-34装备了四枚装有新型增程套件的FAB-500M62炸弹。UMPK-PD据称拥有更大的机翼面积、强化的挂载系统和更强大的制导控制系统。
UMPK-PD的部署为俄军带来了两大关键优势。首先，95KM的射程可以从相同的防区外投放点打击深入乌克兰领土15至35公里的目标。其次，苏-34飞行员可以从前线更远的后方发射导弹，从而增强其在乌克兰防空系统下的安全性。为了应对乌克兰的电子干扰，俄罗斯越来越多地为UMPK导弹配备彗星-M卫星导航模块，有时甚至配备多达8个甚至12个天线单元以抵御干扰。天线单元数量越多，系统就越难被干扰。

### UMPK-PPD[17][18]
6月底， 与俄罗斯军事航空界有联系的Telegram频道 Fighterbomber声称，俄罗斯已经研发出一种射程更远的版本，名为UMPK-PDD。尽管该频道率先披露了UMPK和UMPK-PD的存在，但这一消息尚未得到证实 。

### UMPK-P
2025年1月，俄罗斯军事博主提到了改进型UMPK-P。据称与常规UMPK的主要区别在于其双翼机翼，改进将航程提升至130公里。但这种型号是否被俄军使用仍不明。

## 作业原理[20]

配置UMPK套件航空炸弹投放视频片段

UMPK套件会和СВП-24航空炸弹弹道计算机配合使用。СВП-24计算飞机的飞行参数：飞机的高度、相对地形的位置、速度、空气湿度等。知道飞机携带哪种弹药后，该设备就会计算出这种弹药的最佳释放点。飞行员释放航空炸弹。UMPK套件被释放之后，炸弹翻转180度，套件的滑翔翼打开。制导模块在滑翔种会根据预先设定的坐标调整滑翔翼进行飞行校正，一直到击中目标。

## 适应航空炸弹种类

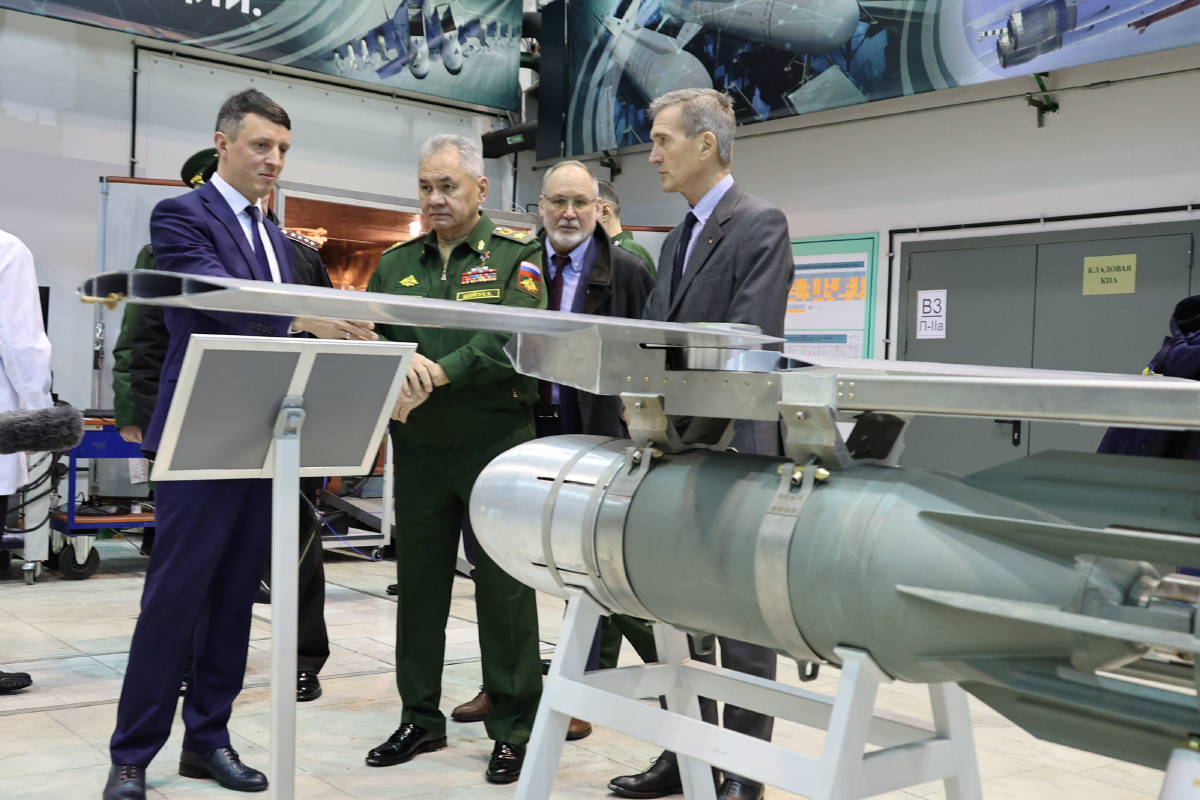
FAB-250 航空炸弹使用UMPK改进套件，请注意圆形整流罩

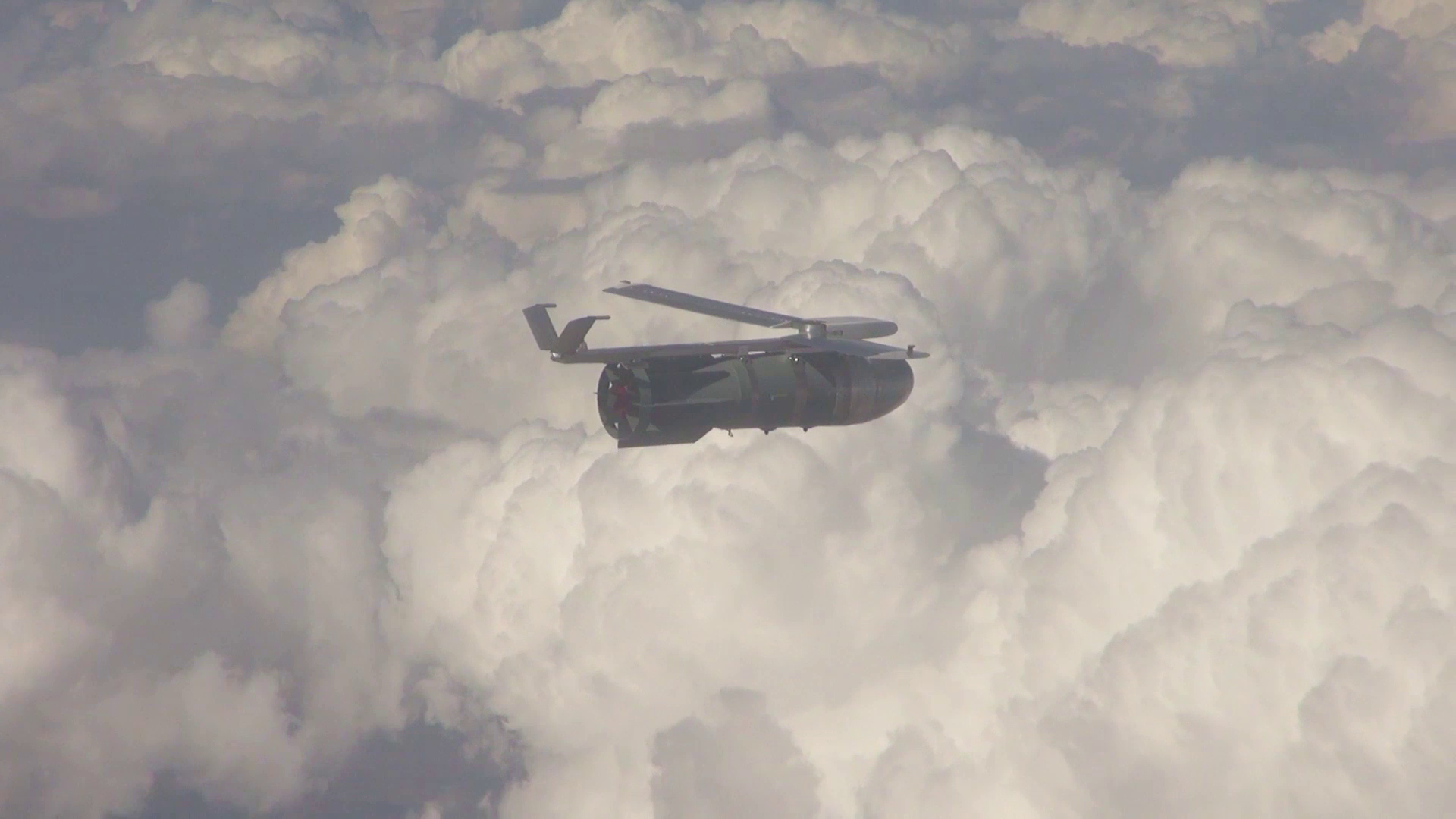
滑翔中的UMPK-FAB-3000

- FAB-250：2023年7月，乌克兰执法人员开始报告使用FAB-250 UMPK的情况出现。[21]

- FAB-500：2023年1月，使用UMPK的FAB-500航空炸弹开始在网上公布，一枚典型的 FAB-500 炸弹携带约 300 公斤（837 磅）TNT[22]，用于摧毁军工设施、铁路枢纽、轻装甲和易损设备、人力和军事野战设施。

- FAB-1500：2023 年 9 月初，俄军首次尝试在战场上使用[23][24]。但是一直无法知悉外形。在2024年1月俄罗斯国防部长谢尔盖·绍伊古率领的代表团对莫斯科地区 JSC 战术导弹公司军工综合体进行莅临检查期间，公开展示了 FAB-1500-М54 制导炸弹。炸弹的基础FAB-1500-54是 1954 年型号的非制导高爆炸弹。其重量为1550公斤，其中675公斤载荷为TNT炸药。爆炸时会留下深达15 m的弹坑，爆炸的碎片在500 m的距离内仍能保持其破坏作用。该炸弹能够摧毁深达20米的地下掩体，并穿透3米的钢筋混凝土。[25]它的设计目标是从高达 16,000 m 的高度进行轰炸，炸弹飞行速度可高达 1200 km/h，可打击工业、城市、港口设施和其他典型目标。目前有关UMPK-FAB-1500可能的发射范围和参数的信息仍然未知，但UMPK-1500 套件在尺寸和设计上与其他 250/500 口径炸弹系列的型号有所不同。FAB-1500 M54 滑翔炸弹改装套件包括一个连接到炸弹本体的可伸缩机翼和一个连接到尾部的 V 型尾翼。它配备了更大的机翼和新的控制面算法，以确保在炸弹自身1.5吨重量下的高航程。此外，炸弹本身采用了改善其空气动力特性圆形整流罩。
  - Su-34，SU-35S和Su-24前线轰炸机是主要发射平台[26]，它们能够在腹挂载点携带一枚炸弹。

- FAB-3000：2024年6月20日俄罗斯消息人士称，俄罗斯军方据称使用 FAB-3000 高爆航空炸弹袭击了哈尔科夫州[27][28][29]。一名亲克里姆林宫博主分享的视频显示，俄罗斯轰炸机袭击了哈尔科夫州利普齐村的乌克兰军事目标。随后俄罗斯电视台也释放出部分视频。[30]FAB-3000-1954型航空炸弹设计用于在高度高达 16 公里、飞行速度高达每小时 1200 公里的轰炸过程中摧毁建筑物。FAB-3000 M54的长度为3.3米，不带引信的炸弹重3067公斤，携带1,387公斤TNT。FAB-3000冲击波的最大致死半径为39米，半径158米内的人员会受到脑震荡影响，使其丧失能力。[31]

- RBK-500：2023年11月19日，俄罗斯军队使用滑翔机炸弹改装的RBK-500集束炸弹对顿涅茨克地区旧马约尔斯基地区的乌克兰阵地发动空袭[32]。RBK-500 SPBE-D 集束炸弹重达500KG,包含 15 枚反坦克子弹药，能够使用内置传感器进行搜索和瞄准。

## 使用
UMPK航空炸弹滑翔套件作为一种俄罗斯研制先进的制导武器装置，在俄罗斯乌克兰战争中发挥着重要的作用。UMPK套件可用于打击各种类型的固定目标，如军事基地、火力阵地、通信设施等。其高精度的引导系统和滑翔能力使炸弹能够准确命中目标，提供防区外打击的能力。
俄罗斯航空炸弹是焊接整体结构，无法拆卸弹头和尾翼。因此UMPK套件使用三个钢带捆绑式安装在航空炸弹上，并在航空炸弹尾部增加2个垂直尾翼，升级操作完全可以在野战环境中配置，无需专门返厂。
- 俄乌战争

## 战果
尽管装备UMPK套件炸弹的精确度不如导弹，但它们的破坏力却非常大，俄罗斯用它们来摧毁乌克兰的防御工事、阵地和基础设施，以协助步兵突击队和机械化部队等地面部队的推进。
- 美国《福布斯》杂志今年8月承认，俄罗斯制导炸弹开始大规模使用极大地阻碍了乌克兰武装部队在扎波罗热前线的反攻。[35]

- IRIS-T防空系统雷达。《图片报》的德国记者 Julian Röpcke在推特上发布了一个视频：在赫尔松附近距离前线约 25 公里的地方，IRIS-T防空系统雷达遭到俄罗斯制导炸弹的袭击并严重受损。[36]
- 2023年10月俄罗斯空天军对在巴赫穆特西南部的亚历山德罗-卡利诺沃村作战的乌克兰武装部队索莱达尔作战战术小组 (OTG) 指挥所进行了精确攻击。[37]袭击发生后导致多人死亡，其中包括乌克兰武装部队中高级军官和数量不详的外国专家，从废墟中救出的伤员已被送往波兰接受治疗。 [20]

## 应对措施[38]
UMPK套件使用俄罗斯自适应天线阵列 Kometa-M ，即使存在电子战系统，该系统也能提供畅通无阻的通信和炸弹校正。根据各种消息来源，为了抵消此类系统的运行，需要有一个功率为 1 MW、距离约为 10 公里或更小的电子干扰源。
有几种西方电子战系统的功率至少为 1 MW。其中最强大的之一是美国海军正在开发的 AN/ALQ-249 下一代干扰机 NGJ。它设计安装在 EA-18G Growler 飞机上，功率输出超过 10 MW。另一种是BAE Systems 开发的 AN/ALQ-218 战术干扰系统 。它是一种高功率干扰系统，可以安装在各种飞机上，包括 F-16 和 F-35。 AN/ALQ-218 TJS 的功率输出高达 2 MW。